# Al-Karaji
Abū Bakr ibn Muḥammad ibn al Ḥusayn al-Karaji (Karaj, 953 – 1029) è stato un matematico persiano.
Autore del libro di algebra Il glorioso, conseguì importanti risultati nella somma delle prime, seconde e terze potenze di numeri n.